# TNFRSF25
TNFRSF25 (англ. TNF receptor superfamily member 25) – білок, який кодується однойменним геном, розташованим у людей на короткому плечі 1-ї хромосоми.  Довжина поліпептидного ланцюга білка становить 417 амінокислот, а молекулярна маса — 45 385.
| 10         |  | 20         |  | 30         |  | 40         |  | 50         |
| ---------- |  | ---------- |  | ---------- |  | ---------- |  | ---------- |
| MEQRPRGCAA |  | VAAALLLVLL |  | GARAQGGTRS |  | PRCDCAGDFH |  | KKIGLFCCRG |
| CPAGHYLKAP |  | CTEPCGNSTC |  | LVCPQDTFLA |  | WENHHNSECA |  | RCQACDEQAS |
| QVALENCSAV |  | ADTRCGCKPG |  | WFVECQVSQC |  | VSSSPFYCQP |  | CLDCGALHRH |
| TRLLCSRRDT |  | DCGTCLPGFY |  | EHGDGCVSCP |  | TSTLGSCPER |  | CAAVCGWRQM |
| FWVQVLLAGL |  | VVPLLLGATL |  | TYTYRHCWPH |  | KPLVTADEAG |  | MEALTPPPAT |
| HLSPLDSAHT |  | LLAPPDSSEK |  | ICTVQLVGNS |  | WTPGYPETQE |  | ALCPQVTWSW |
| DQLPSRALGP |  | AAAPTLSPES |  | PAGSPAMMLQ |  | PGPQLYDVMD |  | AVPARRWKEF |
| VRTLGLREAE |  | IEAVEVEIGR |  | FRDQQYEMLK |  | RWRQQQPAGL |  | GAVYAALERM |
| GLDGCVEDLR |  | SRLQRGP    |  |            |  |            |  |            |

A: Аланін

C: Цистеїн

D: Аспарагінова кислота

E: Глутамінова кислота

F: Фенілаланін

G: Гліцин

H: Гістидин

I: Ізолейцин

K: Лізин

L: Лейцин

M: Метіонін

N: Аспарагін

P: Пролін

Q: Глутамін

R: Аргінін

S: Серин

T: Треонін

V: Валін

W: Триптофан

Кодований геном білок за функцією належить до рецепторів. 
Задіяний у таких біологічних процесах як апоптоз, поліморфізм. 
Локалізований у клітинній мембрані, мембрані.
Також секретований назовні.